# アカツキ電光戦記
『アカツキ電光戦記』は、同人サークルSUBTLE STYLEが制作した2D形式の対戦型格闘ゲーム。2007年4月30日に頒布。本稿では同サークルが制作した、前作に当たる対戦型格闘ゲーム『アカツキ試製一號』（2003年11月に販売）についても解説する。
同人ゲームとしては珍しく、ゲームセンター（ゲームセンターコーハツ）で筐体を用いた対戦会を行い注目を集めた。その後、『アカツキ電光戦記 Ausf.Achse』 のタイトルでアーケードゲームとして稼動されることも発表され、2008年2月28日に稼動を開始した（販売はピーアイシーが担当）。
同人ゲームが業務用として稼動されるのは、対戦格闘ゲームでは『MELTY BLOOD』に続いて2つ目である。
2010年6月25日には続編である『エヌアイン完全世界』が稼働を開始した。
なお、SUBTLE STYLEが製作に協力した『UNDER NIGHT IN-BIRTH』にはゲストキャラクターとしてアカツキが参戦している。
また、アークシステムワークスの対戦型格闘ゲーム『BLAZBLUE CROSS TAG BATTLE』にはゲストキャラクターとしてアカツキと電光戦車が登場している。

## システム
ボタンは弱(A)、中(B)、強攻撃(C)の3ボタン仕様。システムは特殊なガードシステムである「攻性防禦（こうせいぼうぎょ）」を含めた3すくみを基礎としたシンプルなものであり、通常攻撃は投げに強く、投げは攻性防禦と防禦に強く、攻性防禦は通常攻撃に強い、といった特徴を持つ。攻性防禦はBCボタン同時押しで発動し、構えを取っている間に打撃を受ければ自動で反撃、飛び道具を受けた場合は無効化（硬直無しで即行動可能）する。
必殺技のコマンドは非常に簡略化されている上に直感的にどんな技が出るかが分かりやすくなっている。さらに全パワーゲージを使う大技「最終特別攻撃」に至っては3ボタン同時押しで発生するという、総じて初心者でも技を出しやすい仕様になっている。
ガードシステムはガードクラッシュの概念があり、攻撃をガードで防ぐ度にガードゲージである「防禦ゲージ」が減っていき、防禦ゲージが空になると「防禦崩壊」が発生して1秒間無防備になる。防禦ゲージはガードをしていない時に少しずつ自然回復する。
コンボの概念はあるが決められる時間は短く取られており、1回1回仕切り直して戦うことが重視されている。

## ストーリー
紀元二六六X年、大戦末期にドイツから日本に向けて新兵器『電光機関』を輸送中に北極海で沈んだ潜水艦が突如浮上した。その潜水艦内で冬眠制御によって現代まで生き長らえた旧帝国陸軍技官アカツキは、上官命令である「任務ニ失敗セシ時ハ電光機関ヲ全テ破壊セヨ」に従い、行動を開始する。一方、潜水艦浮上と同じ頃、電光機関が絡んだ様々な思惑が世界各地で絡み始めた。

## 登場キャラクター
キャストが複数あるものは前者が同人版、後者がAC版でのもの。

### 『アカツキ試製一號』から登場したキャラクター
アカツキ［Akatsuki］
キャッチコピー：蘇る戦鬼
声 - 土方総司 / 松本忍
主人公。帝国陸軍の高級技官。ドイツからの電光機関の輸送任務中に死亡したはずだったが半世紀の冬眠制御を経て覚醒した。「試作型（オリギナール）」と呼ばれる旧式の特殊な電光機関を所持しており、そのために様々なエージェント等から行方を追われている。軍人然とした（ラジオドラマにおけるムラクモ曰く「融通が利かぬ」）性格ながら、ムラクモの野望を世迷言と切って捨てる現実主義的な考えも併せ持つ。なお、ムラクモが自分達を抹殺しようとして危険な北極海航路を進ませた事については、いつ頃かは不明ながらツァンポ渓谷でムラクモと対峙した時までには感付いていた。戦闘前に講談の山中鹿之助の一説を引用し、勝利後には自らを「護国の鬼」、「絶対不敗の雷神」と称す。空手をベースとした格闘術と電光機関の力を用いて戦う。電光機関に加えて使用している電光被服も現在では型落ちした旧型で、パワー重視の一点突破型。実はアガルタの血を引いているらしく、電光機関を他の装備者に比べて低リスクで使用できるが、消耗自体は避けられないため使う度に急激な空腹に襲われる。
「アカツキ」とは彼のコードネームである「アカツキ試製一號」を指しており、本名は不明。他キャラからは「アカツキ試製一號」または「試製一號」と呼ばれ、彼を「アカツキ」と呼ぶキャラはいない。CPU戦では古巣である富士樹海にある陸軍の研究所跡に潜伏して不律との接触を待っている。最後はチベット・ツァンポ渓谷のゲゼルシャフト本部で電光機関の使いすぎによる損耗により倒れたムラクモに対し「人は神でも機械でもない」と言ってとどめを刺した後、巨大電光機関を破壊し姿を晦ました。
格闘ゲームにおける三種の神器である飛び道具・対空技・突進技を持つが、打撃のリーチが短め且つ飛び道具の性能に難がある関係で、飛び込み等で寄って殺す戦法を得意とする。そのためプレイヤー達から『接近戦の鬼』と言われるほどのクロスレンジ・ラッシュキャラ的な側面が強い。
ミュカレ［Mycale］
キャッチコピー：転生の魔女
声 - かるまぐ
「完全者」と呼ばれる存在であり、転生を繰り返して歴史の闇に暗躍してきた魔女。宗教結社「ペルフェクティ教団（完全教団）」の教祖にして秘密結社「ゲゼルシャフト」の元帥。苛烈で尊大な性格をしている。現在の肉体は上海の貿易公司に勤めるドイツ人夫婦の娘・カティ。
元々は1253年の夏に異端尋問で火刑に処された南フランスの農夫の娘。その目的は人類の肉体的滅亡による霊的救済（要約すると人類の皆殺し）である『プネウマ計画』。協力関係にあるムラクモとは目的に達する為の手段が同じと言う事で利用し合っているに過ぎず、内心ではお互い反目している。この物語の発端の一つは彼女の前の肉体がムラクモに殺された事である。また、大戦中に「ミュカレ博士」としてアカツキや不律とも面識があった模様。
必殺技は全て飛び道具で、特に設置技の種類が豊富。防御力は最低クラス。
塞（さい）［Sai］
キャッチコピー：兇眼のエージェント
声 - 響紫音
世界中の情報収集から暗殺まで、裏の仕事なら何でもこなす新華電脳公司のエージェント。大変優秀な凄腕エージェントで任務成功率100%を誇る。サングラスの下に人を即死させる兇眼を隠している。大戦時には既に生きていた人間で、ムラクモにも情報屋として顔が知られており、かなりの高齢の筈だがその外見は若々しい。これは兇眼によって他人の生気を吸い取っているからとされている。
その正体はMI6に所属する大佐で、8番目の許可証（殺人許可証）保持者でもあるクロード・ダスプルモン。「塞」というのは新華電脳公司での偽名。新華電脳公司の仕事は副業でやっている。
変則的な攻撃を得意とするラッシュキャラ。相手に様々な状態異常を与えるコマンド投げ「邪視」も使える。
鼎二尉（かなえ にい）［Kanae］
キャッチコピー：専守防衛徒手空拳
声 - 724
ver.1.03で追加された。
陸上幕僚監部二部所属の諜報員。アカツキ復活の報を受け、現政権からの彼の任務解除命令を持った上で彼の身柄の確保および電光機関回収の任に当たる。緑の軍服に身を包んだ黒髪ショートと抜群のスタイルを持つ美女。魏からは「いい客がつく」と評されている。一方、エリートを嫌うマリリンからは敵視されている。任務に忠実かつ生真面目な性格で、本作の常識人の一人でもある。
多彩な投げ技を持つ投げキャラで、リーチの長い通常技も強力。最終特別攻撃は特別攻撃から1ゲージずつ消費する専用の連携技を追加入力で繋げていくもの。そのため唯一技の分類が異なっている。
不律（ふりつ）［Fritz］
キャッチコピー：彼岸の剣客
声 - 響紫音
ver.1.02で追加された。
帝国陸軍軍医。大戦中に複製體研究に携わっていたが、アカツキ復活とともに研究の関係者を抹殺し始める。使用している電光服は電光機関ではなく外部バッテリーを使用する初期型のものである。
元は知的好奇心から戦傷で欠損した肉体の再生を目的に複製體を研究していたが、戦争のさなかでそれが兵器として転用されてしまったことを悔いていた。アカツキ復活の報を聞いてかつての研究関係者に協力を仰ごうとするも彼らがことごとく複製體にすりかえられていた為、やむなく彼らを殺害していた、というのが話の真相。厳格だが、アカツキやエレクトロゾルダートとのやり取りでは厳しくも優しい性格であることをうかがわせる。また、刀の達人であることに加え、ストーリーにおいて日中間を手漕ぎボートで横断するなど、老齢ながら身体能力がかなり高い。
『サムライスピリッツ』を思わせる、刀による重い一撃が持ち味。刀を使用する通常技はガード上からも体力を削る。必殺技は最終特別攻撃を除き全て移動技というのが特徴的。

### 『アカツキ電光戦記』から登場したキャラクター
マリリン・スー［Marilyn Sue］
キャッチコピー：魅惑の殺人姫
声 - かるまぐ
大陸最大の国際マフィア「黒手会（ブラックハンズ）」に所属する職業兇手（殺し屋）で、劈掛拳をベースにした暗殺拳の使い手。黒孩子であり、黒手会の大当家であるインフーに拾われる前は娼婦をしていたらしい。黒手会の乗っ取りのためとミュカレの依頼の報酬に目がくらみ、インフーを殺害。そして勢力拡大のため、アカツキを追い電光機関を奪うことを企む。一見陽気でお茶目な口調と性格をしているが、欲望に忠実で冷酷かつ攻撃的な本性を持っている。自分の目的のため恩人を裏切ったことを魏から罵られても全く気にしておらず、本作では珍しい人間臭い汚さを持った人物である。
手数の多いコンボキャラであり、スピードを活かした攻撃を繰り出す。ガード判定付きの突進技を持つ。
魏（ウェイ）［Wei］
キャッチコピー：復讐の心意六合拳
声 - 土方総司 / 松本忍
凄腕の職業兇手（殺し屋）で黒手会の幹部。心意六合拳の使い手で、大陸最強と呼ばれている。フルネームはウェイ・イェ・ルゥ。恩人であるインフーが何者かに殺されたので、張本人を捜す。義に篤い性格で、裏社会の人間にしては比較的常識的な感性の持ち主。マリリンに対しては性格の違いなどからあまりいい印象を持っておらず、インフー暗殺犯が彼女だと知った時も「やはりお前か」と言う程に敵対している。
ミュカレやムラクモと会った事で真実を知り、ムラクモを倒した後はムラクモが世界各地に送り込んだ複製體達を抹殺する旅に出た。
強力な突進技を使うパワーキャラだが、自らを強化する技も使う。
アノニム［Anonym］
キャッチコピー：武装異端審問官
声 - すとれんじ へけ
宗教結社「神聖クラブ」に所属する異端審問官。フルネームはアノニム・メレル・ランバスだが、アノニムは「匿名」といった意味を持つ言葉であるため本名かは不明。拳銃と体術を合わせたランバス式銃術を使う。ゲゼルシャフトを支援する異端・ペルフェクティ教団の壊滅、また教団が持つとされる「復活の秘蹟」奪取のため派遣される。秘蹟奪取に成功した者には「あらゆる罪の放免」が教皇猊下から約束されているとのこと。辛辣な言動が目立つ強気な性格であり、暴力に訴えることを辞さない狂信的側面も持つ。完全者ミュカレを魔女と忌み嫌っているが、自身のエンディングでは体を彼女に乗っ取られてしまう。
リボルバー拳銃を使った飛び道具が豊富だが6発の弾数制限があり、こまめにリロードしながら戦っていく必要がある。3ゲージ技は自動発動の復活技。防御力は最低クラス。
エレクトロゾルダート［Elektrosoldat］
キャッチコピー：第三帝国の悪夢
声 - 天崎響介 / 滝野洋平
秘密結社ゲゼルシャフト私兵。その正体はアドラーをオリジナルとするゲゼルシャフトのクローン兵士である。「エレクトロゾルダート」はドイツ語で「電気の兵士」を意味する。無個性に見られがちだが個体ごとにわずかに違いが有るらしく、中にはふとしたことがきっかけで強い個性が芽生える個体もいる模様。プレイヤーが操る個体のシナリオでは、アカツキからオリギナールを奪取した辺りから自らのオリジナルであるアドラーに似た野心家的性格になっていき、最終的にはドイツ人ではないムラクモが総統であることに反発しゲゼルシャフト乗っ取りを企むようになる。
電光機関の『適合者以外が使用すると寿命が縮む』という欠点を補う対策の一つとして大量生産されたクローンで、量産型電光機関を体に埋め込まれている。人間爆弾・特攻兵器といえる存在であり、戦うたびに命が削られていく。エンディングではムラクモを倒すものの、直後に自身も電光機関の使いすぎで吐血、死亡してしまう。そして倒したムラクモは転生により復活するというバッドエンドを迎える。
必殺技はタメコマンドの飛び道具と対空技のみというスタンダードなタメキャラ。使用技の性能が全体的に高く、堅実な戦い方が可能。
アドラー[Adler]
キャッチコピー：アーネンエルベの死神
声 - 天崎響介 / 長瀬零司
ゲゼルシャフト武装親衛隊長。エレクトロゾルダートのオリギナール（オリジナル）にあたる人物で、上司でもある。フルネームはエルンスト・フォン・アドラー。冬眠制御で現代に甦った者の一人で、かつてはナチスドイツの研究機関「アーネンエルベ」に所属していた士官だった。チベットの古代遺跡の発掘に従事中、古代都市アガルタを発見する。野心家で、己が野望のために電光機関を独占しようとしている。冷酷かつ常に他人を見下したような態度を取るが、それ相応の実力を誇る上に、電光機関の原理を自力で推察する頭脳をも持っている。実は密かに「転生の法」を身に着けていた。
初期バージョンではエレクトロゾルダートの色違いでCPU専用キャラクターだったが、ver.1.1.0 SP1 Betaで差別化が行われ、使用可能になった。
エレクトロゾルダートと同名の技を使うが、こちらはコマンドキャラとなっており技性能も全て異なっている。癖のあるバランスキャラであり、壁になる飛び道具や変則的な突進技を持つ。
電光戦車［Blitztank］
キャッチコピー：禁断の決戦兵器
電光機関を搭載している巨大戦車で、ゲゼルシャフトの秘密兵器。一般的な戦車砲塔の代わりにクレーン状の首の先端に髑髏のような頭が載った物が付いている。大戦末期に開発が中止されていたはずだったが、ゲゼルシャフトにより復元された。複数の戦傷者を動力源と自立制御装置として使っている非人道的な兵器であるが、自我を取り戻して暴走する個体が少なからず発生している模様。その意識は通常は動力源とされた人々のものが混濁している。
戦車のためビームやマインなどの飛び道具を豊富に持つ他、単発の弱い攻撃でのけぞらない特性を持っている。ただし体が非常に大きいため攻撃を受けやすく、切り返しも弱いと防御面にかなり難がある。総じて扱いが非常に難しい上級者向けキャラ。
なお、AC版のみ場に電光戦車が居る際の戦闘開始前イントロが「対戦車戦用意」という特殊なものになる。
ムラクモ［Murakumo］
キャッチコピー：現人神降臨
声 - 土方総司 / 松本忍
本作の最終ボス。前大戦時に遣独軍事視察団を立案実行した駐独陸軍武官。その時にペルフェクティ教団と接触し、ゲゼルシャフトを立ち上げた。ベルリン陥落時に死亡したかに思われたが、冬眠制御及び完全者の秘蹟「転生の法」によって生き長らえ、現代に降り立った。
転生の法に加え、確立されたクローン技術と電光機関のノウハウを手にした事で、「天が自分を支配者として選んだ」と確信している。 「増えすぎた人類は殺してでも減らすべき」 という考えを持っており、人が人を減らせないのならば、神たる自分が恩寵を与えるという思想の下、全世界に最終戦争を仕掛けようとする。また、世界を自分の意のままにするべく、世界中の要人達を自分の息の掛かった複製體にすり替えたり、予備の肉体でもある自らの複製體を政治や経済、裏社会の要職に就けたりしていた。黒手会の大当家インフーも複製體の一人であり、シナリオによっては彼の身体に転生している。
かつてのアカツキの上官でもあり、当時は「アカツキ零號」というコードネームを持っていた。電光機関の独占を目論んでアカツキらを抹殺するために北極航路に送り出したが、その際に生還者が出ることを考慮していなかったなど詰めが甘い部分がある（作中でもミュカレに指摘されている）。
圧倒的な速度の前歩き（システム上は歩きだが、特徴的なモーションで走る）や軌道の鋭いジャンプを持つ高機動キャラ。リーチの長い通常技や高性能な設置技に加え、ワープや分身といった相手を攪乱する技も持つ。
完全者［Perfecti］
キャッチコピー：真理を知る者
声 - 内海慶子
『電光戦記』ではミュカレの色違いでCPU専用キャラクターだったが、『AC』で差別化が行われ、使用可能になった。ムラクモ使用時は彼女がラスボスになる。
ペルフェクティ教団の教祖ミュカレの真の姿。「完全者」とは尋常ならざる教義で真理に達した者が転生を繰り返した存在である。身の丈以上もある槍のような銃剣を持ち、黒い軍服を着た少女の姿をしている。なお、Perfectiの読みは「ペルフェクティ」である。使用している銃剣の銘は「魔剣ダインスレイヴ」、しゃがみモーションや勝利モーションなどで出てくる椅子は「玉座フリズスキャールヴ」。
ミュカレと同じく必殺技は全て飛び道具だが、こちらはボタン溜め技であるビームを主体とし、銃剣によるリーチの長い攻撃も駆使して相手を寄せ付けない戦い方を得意とする。また、投げを使うと自分の体力を少しだけ回復できる。
一方で最低クラスの防御力と切り返し手段の乏しさから、懐に潜られる事を苦手とする。また、溜め攻撃のためには投げか攻性防禦を犠牲にする必要があるため、扱いが難しい。

## ストーリー中の用語
電光機関
生物が持つアデノシン三リン酸（ATP）を強制的に電気に変換する兵器。『ペルフェクティ・モーター』とも呼ばれる。半世紀前に、ナチスドイツの研究機関「アーネンエルベ」（当時の隠語はゲゼルシャフト）によってチベットの秘境で発掘された古代文明アガルタの超科学技術を元に開発された。外見は円形の車輪のような形で、一見すると単なる発電機にしか見えない。鼎が聞いた話では、元は石油などの燃料に頼らず電気を作る技術の研究の一端として開発されたもの。理論上は無尽蔵に生命体から電気を取り出すことが出来るが、実際は使用者にかなりの消耗をもたらし、アガルタ人に由来するATP合成酵素を大量に生み出す特定細胞群を持たない者が使用すると寿命にまで影響を及ぼす、一種の動物兵器であり特攻兵器。このデメリットを解消すべくクローン技術が研究開発された。最新型は体内に埋め込むタイプだが、アカツキの「試作型」は着脱式である。
その発生する電磁波によって電波妨害や電子機器の破壊・誤作動、金属製の銃弾の無力化などが出来る為、電光機関を相手に戦う際は必然的に白兵戦か、磁力の影響を受けない素材の銃弾を使用するしかない。
電光服
電気を使用して着用者の身体能力を上げる効果がある兵器。電光被服または戦術電光服とも呼ばれる。電撃や電熱による攻撃も出来る。下に防電服を着込んだ上で着用する。独特な手袋と靴でそれを着ていると判別できる。
作中における最新型はムラクモの「六〇式電光被服」であり、これは相手に着用者の幻を見せて撹乱する機能や、光学迷彩である「電光迷彩」を備えるなど多機能・高性能化している。

## 補足
1. ↑  読みは「アウスフュールング・アクセ」。公式での略称は「アカツキ電光戦記 A型」。
2. ↑  “「BLAZBLUE CROSS TAG BATTLE」，森 利道氏＆石川辰則氏インタビュー。開発のキーマン2人に「Ver.2.0」の開発秘話や展望を聞いた”. 4Gamer.net.   Aetas (2019年11月21日). 2023年1月19日閲覧。
3. ↑  ラジオドラマではこれに加えかなりの大食漢として描かれたが、こちらについてはあくまでラジオドラマにおける描写であり、公式で明言されている設定ではない。